# جی. جی. ساتو
جی. جی. ساتو (انگلیسی: G. G. Sato؛ زادهٔ ۹ اوت ۱۹۷۸) بازیکن بیس‌بال اهل ژاپن بود.